# Tiefeng, Chongqing
Tiefeng (kinesiska: 铁峰) är en socken i sydvästra Kina. Den ligger i stadsdistriktet Wanzhou i storstadsområdet Chongqing, omkring 230 kilometer nordost om det centrala stadsdistriktet Yuzhong. Antalet invånare är 7 934. Befolkningen består av 3 931 kvinnor och 4 003 män. Barn under 15 år utgör 21,0 %, vuxna 15-64 år 63 %, och äldre över 65 år 14,0 %.